# Sanjiangkou Nongchang (bondby i Kina, Liaoning Sheng, lat 43,34, long 123,76)
Sanjiangkou Nongchang (kinesiska: 三江口农场) är en bondby i Kina. Den ligger i provinsen Liaoning, i den nordöstra delen av landet, omkring 170 kilometer norr om provinshuvudstaden Shenyang. Antalet invånare är 2 637. Befolkningen består av 1 339 kvinnor och 1 298 män. Barn under 15 år utgör 15,0 %, vuxna 15-64 år 73 %, och äldre över 65 år 10,0 %.
Runt Sanjiangkou Nongchang är det ganska tätbefolkat, med 207 invånare per kvadratkilometer. Närmaste större samhälle är Fujia, 7,8 km sydost om Sanjiangkou Nongchang. Trakten runt Sanjiangkou Nongchang består till största delen av jordbruksmark.
Genomsnittlig årsnederbörd är 795 millimeter. Den regnigaste månaden är juli, med i genomsnitt 176 mm nederbörd, och den torraste är januari, med 8 mm nederbörd.